# Christopher Fry
Christopher Fry (Bristol, 1907 - Chichester, 2005) va ser un dramaturg britànic.
Influït per T.S. Eliot, des del 1938 va renovar el drama poètic, moral i religiós segons una estètica propera als misteris medievals.

## Obres
- A phoenix too frequent (Un fènix massa freqüent), 1946
- The lady's not for burning (La dama no és per a la foguera), 1949;
- Venus observed (Venus observada), 1950;
- A sleep of prisoners (Un son de presoners), 1951,
- The dark is light enough (Hi ha prou llum a les tenebres), 1954.

Dins aquesta línia també va escriure guions per a la televisió i el cinema, com per exemple, (Ben-Hur, Barrabàs, La Bíblia).